# Sven Vandousselaere
Sven Vandousselaere, né le 29 août 1988 à Bruges, est un coureur cycliste belge.

## Biographie
Membre du club cycliste de Vorselaar à partir de 2003, Sven Vandousselaere est en 2004 troisième du championnat de Belgique en catégorie débutant 2e année. En 2005, il passe en catégorie junior. Il évolue en 2006 au Koninklijke Balen Bicycle Club. Vainqueur du Tour des Flandres juniors, il s'illustre sur des courses du calendrier international de cette catégorie. Il est vainqueur d'étapes du Tour d'Istrie, des Trois jours d'Axel, dont il prend la deuxième place finale, remporte le Circuit Mandel-Lys-Escaut et monte sur le podium de Liège-La Gleize et de Paris-Roubaix juniors. Il se classe douzième du championnat du monde juniors. Il termine la saison à la 4e place du classement UCI juniors.
En 2007, il intègre l'équipe continentale belge Davitamon - Win For Life - Jong Vlaanderen. Il y reste pendant 4 ans. Cette année-là, il gagne deux étapes, dont le contre-la-montre par équipes, du Tour de Lleida, que remporte son coéquipier Francis De Greef. En 2009, il est vainqueur d'étape du Tour du Loir-et-Cher, dont il prend la troisième place finale. Il est également deuxième de l'Internatie Reningelst, sixième du Grand Prix de Zottegem et neuvième du Prix national de clôture. En 2010, il remporte une étape du Tour de Normandie et se classe troisième du Tour des Flandres espoirs.
En 2011, Sven Vandousselaere est recruté par l'équipe ProTeam Omega Pharma-Lotto.

## Palmarès

### Palmarès amateur
- 2003
  - 1re étape du Critérium Européens des Jeunes
- 2004
  - 1re étape du Critérium Européens des Jeunes
- 2005
  - Alost-Saint-Trond
  - 2e de la Flanders-Europe
  - 2e de la Wortegem Koerse
  - 2e du Circuit des régions flamandes
- 2006
  - Tour des Flandres juniors
  - 1re et 2e étapes du Tour de Toscane juniors
  - 3e étape de la Ster van Zuid-Limburg
  - 1re et 3e étapes du Tour d'Istrie
  - Circuit Mandel-Lys-Escaut
  - 1re étape des Trois Jours d'Axel
  - 2e de Liège-La Gleize
  - 2e des Trois Jours d'Axel
  - 2e de la Ster van Zuid-Limburg
  - 3e de Paris-Roubaix juniors
- 2007
  - 2e et 5e (contre-la-montre par équipes) étapes du Tour de Lleida
- 2008
  - 4e étape du Tour de la province d'Anvers
- 2009
  - 4e étape du Tour du Loir-et-Cher
  - 2e de l'Internatie Reningelst
  - 3e du Tour du Loir-et-Cher
- 2010
  - 5e étape du Tour de Normandie
  - 3e du Tour des Flandres espoirs

### Palmarès professionnel
- 2012
  - 3e du championnat de Belgique sur route
- 2013
  - 3e du Circuit Het Nieuwsblad

## Classements mondiaux
| Année           | 2007 | 2008   | 2009 | 2010 | 2011 | 2012 | 2013 |
| --------------- | ---- | ------ | ---- | ---- | ---- | ---- | ---- |
| UCI Europe Tour | 890e | 1 139e | 327e | 414e |      | 149e | 172e |